# باتريك لين (لاعب هوكي الجليد)
باتريك لين (بالفنلندية: Patrik Laine)‏ هو لاعب هوكي الجليد فنلندي، ولد في 19 أبريل 1998 في تامبيري في فنلندا.

## وصلات خارجية
- باتريك لين على موقع دوري الهوكي الوطني (الإنجليزية)
- باتريك لين على موقع EliteProspects.com (الإنجليزية)
- باتريك لين على موقع Eurohockey.com (الإنجليزية)
- باتريك لين على موقع HockeyDB.com (الإنجليزية)
- باتريك لين على موقع Hockey-Reference.com (الإنجليزية)